# Drepanoblemma partita
Drepanoblemma partita là một loài bướm đêm trong họ Noctuidae.